# Xanthophyllaceae
Polygalaceae é uma família de plantas dicotiledóneas. No sistema de Cronquist (1981) esta família compreendia apenas um género, Xanthophyllum. 
Esta família não é aceite pela maior parte dos taxonomistas, nem pelo sistema APG II (2003): o género Xanthophyllum é comummente incluído na família Polygalaceae.